# Marcillé-Raoul
Marcillé-Raoul (bretonisch: Marc’helleg-Raoul; Gallo: Marcilhae-Raóll) ist eine französische Gemeinde mit 737 Einwohnern (Stand: 1. Januar 2022) im Département Ille-et-Vilaine in der Region Bretagne. Sie gehört zum Arrondissement Fougères-Vitré und zum Kanton Val-Couesnon. Die Einwohner werden Marcilléens und Marcilléennes genannt.

## Geographie
Marcillé-Raoul liegt etwa 35 Kilometer westnordwestlich von Fougères. Umgeben wird Marcillé-Raoul von den Nachbargemeinden Noyal-sous-Bazouges im Norden, Bazouges-la-Pérouse im Nordosten, Saint-Rémy-du-Plain im Osten, Sens-de-Bretagne im Südosten, Feins im Süden, Dingé im Süden und Südwesten sowie Saint-Léger-des-Prés im Westen.

## Bevölkerungsentwicklung
| Jahr                      | 1962 | 1968 | 1975 | 1982 | 1990 | 1999 | 2006 | 2012 | 2020 |
| Einwohner                 | 710  | 712  | 755  | 677  | 683  | 660  | 783  | 809  | 735  |
| Quelle: Cassini und INSEE |      |      |      |      |      |      |      |      |      |

## Sehenswürdigkeiten
- Kirche Saint-Pierre-Saint-Paul, neogotischer Kirchbau aus dem 19. Jahrhundert
- Romanisches Portal der früheren Kirche aus dem 12. Jahrhundert und Ruinen, seit 1921 als Monument historique klassifiziert
- Herrenhaus Le Grand Plessis aus dem 17. Jahrhundert
- Herrenhaus Le Grand Boulet aus dem 19. Jahrhundert

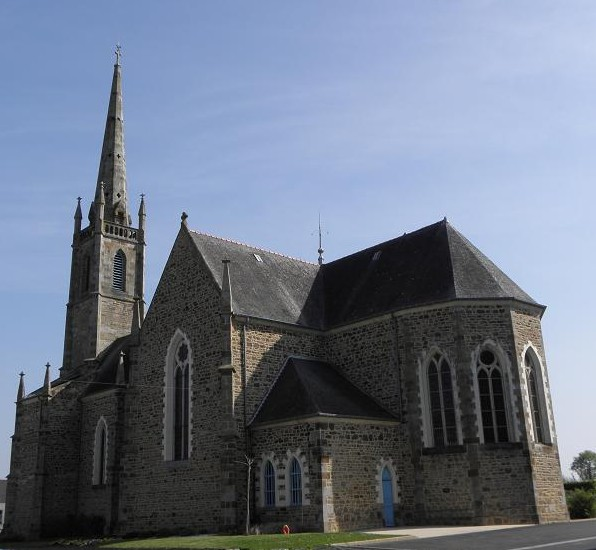
Kirche Saint-Pierre-et-Saint-Paul
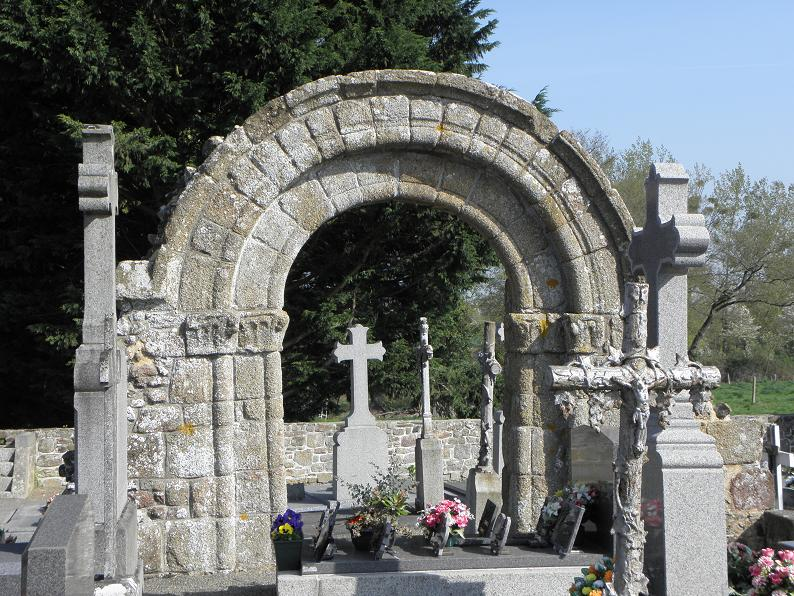
Romanisches Portal der früheren Kirche